# Ворен Барги
Ворен Барги (фр. Warren Barguil; 28. октобар 1991) француски је професионални бициклиста који тренутно вози за  ворлд тур тим — Пикник постнл. Освојио је по једном Тур де Лимузен, Гран при Мигел Индураин, првенство Француске у друмској вожњи, као и брдску класификацију и награду за најагресивнијег возача на Тур де Франсу. На Туру и на Вуелта а Еспањи остварио је по двије етапне побједе.
Током јуниорске каријере освојио је првенство Француске и Тур де л’Авенир. Професионалну каријеру почео је 2013. и исте године остварио је двије етапне побједе на Вуелта а Еспањи. Године 2017. остварио је двије етапне побједе на Тур де Франсу, гдје је освојио брдску класификацију и награду за најагресивнијег возача и завршио је на десетом мјесту у генералном пласману. Године 2019. освојио је првенство Француске у друмској вожњи, а 2022. освојио је Гран при Мигел Индураин трку.

## Каријера

### Почетак каријере
Рођен је у Анбону, у Бретањи, гдје је почео каријеру 2011. године у тиму Бретање—шилер као приправник. Током прве сезоне завршио је Тур де л’Авенир на петом мјесту, возећи за француски национални тим и остварио је једну етапну побједу. Године 2012. прешао је у Аргос—шимано као приправник, са којим је завршио трку Тур де Савоја на другом мјесту, уз једну етапну побједу и освојене брдску, класификацију по поенима и класификацију за најбољег младог возача, а затим је возећи за француски национални тим освојио Тур де л’Авенир, уз једну етапну побједу и освојене брдску и класификацију по поенима.

### 2013—2017
На почетку 2013. године придружио се тиму Аргос—шимано као стандардан возач и током сезоне завршио је Ранд им Келн на четвртом мјесту, Гран при д’Увертир ла Марсељеза на осмом и Амстел Курасао рејс на деветом. У августу је возио своју прву гранд тур трку — Вуелта а Еспању. На етапи 13 је био у бијегу и остварио је прву побједу у сезони и прву побједу на гранд тур тркама; напао је на километар до циља и завршио је седам секунди испред групе коју је одспринтао Риналдо Ночентини. На етапи 16 је поново био у бијегу и у финишу се одвојио заједно са Ригобертом Ураном; у последња три километра Уран га је нападао, али је Барги пратио и побиједио је у спринту, остваривши другу етапну побједу на трци.
Године 2014. завршио је Дром класик на осмом мјесту, у групи која је дошла на циљ девет секунди иза Ромена Бардеа, а недељу дана касније завршио је Страде Бјанке на осмом мјесту, два минута иза Михала Квјатковског који је побиједио, Крајем марта возио је Вуелта а Каталуњу, коју је завршио на деветом мјесту. Хтио је да вози Тур де Франс, али је тим одлучио да поново вози Вуелта а Еспању и да се фокусира на генерални пласман, како би стекао искуство у борби за генерални пласман на гранд тур тркама. На Вуелти је возио константно и завршио је на осмом мјесту у генералном пласману, док му је најбољи резултат на етапи било шесто мјесто на етапи 20. У финишу сезоне завршио је Тур оф Пекинг на шестом мјесту у генералном пласману, 23 секунде иза Филипа Жилбера.
На почетку 2015. завршио је Вуелта а Каталуњу на 17 мјесту у генералном пласману и на другом мјесту у класификацији за најбољег младог возача, иза Вилка Келдермана. На Арденски класици арденским класицима није био у борби за побједу, а у јуну је Тур де Свис завршио на 12 мјесту. док је недељу дана касније завршио првенство Француске у друмској вожњи на четвртом мјесту. У јулу је возио Тур де Франс по први пут у каријери, гдје је другу етапу завршио на десетом мјесту у спринту, а побиједио је Андре Грајпел. Осму етапу, чији је циљ био на успону Мур де Бретањ, завршио је на 13 мјесту и дошао је до осмог мјеста у генералном пласману. У првих десет био је до етапе 12, када је изгубио три минута у односу на главне конкуренте, а Тур је завршио на 14 мјесту у генералном пласману, 31 минут иза Криса Фрума; у класификацији за најбољег младог возача завршио је на трећем мјесту, иза Наира Кинтане и Бардеа. У наставку сезоне завршио је Класика де Сан Себастијан и Гран при сајклисте де Квебек на деветом мјесту.
У јануару 2016. године, на тренингу у Шпанији пред почетак сезоне, њега и пет сувозача ударио је возач који се укључивао у саобраћај. Сви су превезени у болницу, али нису били озбиљније повријеђени. У априлу, завршио је Флеш Валон на деветом мјесту, пет секунди иза Алехандра Валвердеа, док је четири дана касније Лијеж—Бастоњ—Лијеж завршио на шестом мјесту, 11 секунди иза Ваута Пулса. У јуну је возио Тур де Свис, гдје је седму етапу завршио на трећем мјесту и преузео је лидерску мајицу на двије етапе до краја. Хронометар на осмој етапи завршио је на 21 мјесту и изгубио је мајицу, а трку је завршио на трећем мјесту у генералном пласману, 18 секунди иза Мигела Анхела Лопеза. У јулу је возио Тур де Франс, гдје је био на четвртом мјесту у генералном пласману током прве недеље, али је у наставку трке губио вријеме и завршио је на 23 мјесту у генералном пласману. Возио је друмску трку на Олимпијским играма 2016. али је није завршио, након чега је возио Вуелта а Еспању, коју је морао да напусти током треће етапе због упале синуса. У финишу сезоне завршио је Ђиро ди Ломбардију на осмом мјесту, минут и 24 секунде иза Естебана Чавеза.
Године 2017. завршио је Париз—Ницу на осмом мјесту у генералном пласману, након чега је Флеш Валон завршио на шестом мјесту. Крајем априла је возио Тур де Романди, гдје је пао на другој етапи и сломио карлицу. Паузирао је неколико недеља, а такмичењу се вратио у јуну, на Критеријуму ди Дофине. У јулу је возио Тур де Франс, гдје је девету етапу завршио на другом мјесту, након што га је одспринтао Уран у фото финишу, а захваљујући бодовима на брдским циљевима, преузео је тачкасту мајицу, за лидера брдске класификације и дошао је на 21 мјесто у генералном пласману, напредујући за 21 позицију. На етапи 13 био је у бијегу заједно са Кинтаном, Албертом Контадором и Микелом Ландом. Контадор је више пута нападао, а у финишу је Ланда отпао; Барги је у спринту побиједио испред Контадора, остваривши прву побједу на Тур де Франсу и прву побједу неког француског возача на Тур де Франсу на Дан Бастиље од Давида Монкутјеа 2005. У бијегу је надокнадио вријеме и дошао је на 15 мјесто у генералном пласману. На етапи 15 је поново био у бијегу; завршио је на петом мјесту и дошао је на 13 мјесто у генералном пласману. На етапи 18. чији је циљ био на успону екстра категорије Кол д’Изоар, напао је у финишу и достигао је Дарвина Атапуму на 800 m. До краја је сачувао предност и побиједио је са 20 секунди испред групе у којој су били Атапума, Барде и Фрум. Након побједе дошао је до деветог мјеста у генералном пласману и до предности од 89 бодова испред Приможа Роглича у брдској класификацији. На хронометру на етапи 20 изгубио је позицију од Контадора и Тур је завршио на десетом мјесту. У августу је возио Вуелта а Еспању, гдје је након седме етапе био на 13 мјесту у генералном пласману, а прије почетка осме етапе тим Санвеб га је избацио са трке. Током седме етапе, када је Келдерману пукла гума, није послушао тимска наређења да га чека, због чега је Келдерман изгубио вријеме, а тим је у објашњењу навео да се нису сложили око циљева и тактике на трци; Барги је хтио слободну улогу на брдским етапама, да се бори за побједе, док је тим хтио да ради за Келдермана.

### 2018—
На почетку 2018. прешао је у про тур тим Фортунео—самсик, са којим је потписао трогодишњи уговор. Сезону је почео на трци Тур ла Провенс, коју је завршио на 32 мјесту, након чега је Париз—Ницу завршио на 17 мјесту у генералном пласману. На Критеријуму ди Дофине био је у бијегу на шестој етапи, али га је група достигла. У јулу је возио Тур де Франс, гдје је ишао у бијег на неколико етапа, али није успио да оствари побједу; завршио је на 17 мјесту у генералном пласману и на другом мјесту у брдској класификацији, иза Жилијена Алафилипа. У финишу сезоне завршио је Дојчланд тур на шестом мјесту и Гран при де Валонија на трећем.
Након лоших резултата у првом дијелу 2019. изјавио је да размишља да заврши каријеру. У јуну је освојио првенство Француске у друмској вожњи, што му је била прва побједа након двије године. У јулу је возио Тур де Франс, изјавивши да су му циљ етапне побједе. Нападао је на неколико брдских етапа, није успио да оствари побједу, али је завршио на десетом мјесту у генералном пласману. Послије Тура изјавио је да ће остати у тиму и наредне сезоне иако је имао неколико понуда од стране ворлд тур тимова. Након Тура завршио је трку Арктик рејс оф Норвеј на другом мјесту у генералном пласману, секунду иза Алексеја Луценка, након што је на последњој етапи завршио на четвртом мјесту, а Луценко је захваљујући секундама бонификације за треће мјесто освојио трку. У финишу сезоне завршио је Копа Агостини на шестом и Ђиро дела Тоскана на деветом мјесту.
На почетку сезоне 2020. завршио је Дром класик на другом мјесту, изгубивши у спринту од Сајмона Кларка. Недељу дана касније возио је Париз—Ницу, са које је дисквалификован у току прве етапе због дуге вожње иза аутомобила. Од марта до августа сезона је била прекинута због пандемије ковида 19, а након наставка сезоне возио је Критеријум ди Дофине и завршио га на деветом мјесту у генералном пласману. Крајем августа и током септембра је возио Тур де Франс, гдје је био у бијегу на етапи 16, коју је завршио на шестом мјесту, а Тур је завршио на 14 мјесту у генералном пласману. У финишу сезоне завршио је Флеш Валон на четвртом и Лијеж—Бастоњ—Лијеж на деветом мјесту.
Године 2021. завршио је Париз—Ницу у марту на 14 мјесту у генералном пласману, позицију испред Роглича који је био лидер пред последњу етапу, на којој је пао више пута и изгубио три минута. Крајем априла је завршио Флеш Валон на петом мјесту, 11 секунди иза Алафилипа, док је на Лијеж—Бастоњ—Лијежу отпао рано и завршио је на 26 мјесту. У јулу је возио Тур де Франс, гдје је само једну етапу завршио у првих 50, а затим је напустио трку прије почетка етапе 14, због пада у којем је учествовао на етапи 13. Почетком августа возио је Арктик рејс оф Норвеј, гдје је двије етапе завршио у првих десет и завршио је трку на осмом мјесту у генералном пласману. Десет дана касније возио је Тур де Лимузен трку и освојио је са истим временом као и другопласирани Френк Бонамур, али је био боље пласиран на етапама. То му је била шеста побједа у каријери и прва послије двије године. Средином септембра завршио је Гран при де Валонија класик на другом мјесту у спринту, иза Кристофа Лапорта, након чега је завршио сезону.
Сезону 2022. почео је у Шпанији у јануару, гдје је возио неколико класика у оквиру такмичења Челенџ де Маљорка, а класик Трофео сера де Трамунтана завршио је на осмом мјесту. Сезону је наставио у Шпанији, гдје је прво издање трке Класика Жан параисо интериор завршио на седмом мјесту, скоро два минута иза Луценка који је освојио трку. Почетком априла освојио је Гран при Мигел Индураин трку, побиједивши у спринту испред Александра Власова, а десет дана касније завршио је Брабантсе пајл на трећем мјесту, иза Магнуса Шефилда и Беное Коснефрое. У јулу је возио Тур де Франс, гдје је био у бијегу на етапи 11 и имао је четири и по минута предности, али га је група достигла на последњем успону; након што је достигнут, отпао је и завршио на деветом мјесту, преко четири минута иза Вингегора и добио је награду за најагресивнијег возача на етапи. Прије почетка етапе 13 морао је да напусти Тур јер је био позитиван на ковид 19. У септембру, завршио је Гран при сајклисте де Квебек на десетом мјесту, а два дана касније завршио је Гран при сајклисте де Монтреал на десетом мјесту; пет дана касније завршио је Гран при де Валонија поново на десетом мјесту.
На почетку сезоне 2023. завршио је Жан параисо интериор трку на деветом мјесту, минут и по иза Погачара који је остварио соло побједу, док је у марту Флеш Валон завршио на десетом мјесту. У мају је возио Ђиро д’Италију по први пут, гдје је био у бијегу на осмој етапи и завршио је на четвртом мјесту, у спринту три возача која су стигла на циљ скоро два минута иза Бена Хилија. У бијегу је био и на етапи 18, гдје је отпао у финишу и завршио је на трећем мјесту, 50 секунди иза Филипа Цане и Тиба Пиноа. Ђиро је завршио на 17 мјесту у генералном пласману и на осмом мјесту у спринт класификацији.